# 圣天门口 (电视剧)
《圣天门口》，2011年中国大陆播出的战争剧，讲述了1920年代初到1950年代末天门口镇两个家族与战争的故事，导演张黎、刘淼淼，主演段奕宏、袁文康、宋佳、黄志忠、练束梅等。2011年9月13日湖北电视台新闻综合频道首播, 2012年10月22日安徽卫视上星。

## 剧情
大别山区天门口镇的雪、杭两个家族世代不和，雪家崇尚文化教育，杭家崇尚武力健身，但是到了1920年代，杭姓家族的杭九枫却和雪姓家族的儿媳妇阿彩是情人，两人经常偷偷约会。
大日本帝国的入侵打破了天门口镇的平静日子，许多世代居住在此的人们开始为了逃避战乱而奔走，雪家和杭家因为根基深固、家族庞大无法逃走，只得坚守下来，一直败落。随后，第二次国共内战又席卷此地，原本繁华的天门口镇变得冷清和贫破，雪家和杭家相互扶持才度过这战乱岁月。
中华人民共和国建国后，阿彩去了省城，而杭九枫留在镇上，大饥荒的到来，使得天门口镇人饥饿不已，眼见乡亲们无法生存，杭九枫开仓放粮，拯救了饱受饥饿的人民。

## 演员
| 演员   | 角色   | 备注                                                                                       |
| 段奕宏 | 杭九枫 | 杭家三少爷，后加入红军，和阿彩偷情，后娶段三国的女儿丝丝作为妻子，建国后为天门口镇的官员。 |
| 宋佳   | 阿彩   | 原是雪茄的妻子，后嫁给王巡视员。和杭九枫相恋而偷情，后加入红军，建国后去了省城。           |
| 袁文康 | 傅郎西 | 中国共产党，和麦香相爱。                                                                   |
| 王鑫   | 董重里 | 共产党，和傅朗西曾发动天门口暴动，曾出卖战友和同志，后改好，杨桃的爱人。                   |
| 柯蓝   | 梅子   | 雪茄的妻子，女儿雪柠。                                                                     |
| 黄志忠 | 狗头   | 土匪，阿彩的父亲，为杭老二所杀。                                                           |
| 练束梅 | 麦香   | 酒馆老板娘，爱慕傅郎西，曾被共产党叛徒董重里卖掉。                                         |
| 黄若萌 | 段三国 | 老镇长，女儿丝丝和线线，丝丝嫁给共产党人杭九枫，线线嫁给国民党人马鹞子。                   |
| 刘立伟 | 马鹞子 | 妻子是线线，为国民党人。                                                                   |
| 程皓枫 | 雪茄   | 妻子梅子，女儿雪柠，后娶了阿彩，但是只结婚没有同床。                                       |
| 焦俊艳 | 雪柠   | 长大后的雪柠。                                                                             |
| 阚清子 | 雪柠   |                                                                                            |
| 徐璐   | 雪柠   | 儿时的雪柠。                                                                               |
| 王静   | 雪大奶 |                                                                                            |
| 陈楚翰 | 杭老大 |                                                                                            |
| 陶海   | 杭老二 |                                                                                            |
| 王庆祥 | 杭大爹 |                                                                                            |

## 制作
电视剧耗资5000万人民币。
刘醒龙原著主要是魔幻现实主义元素，而电视剧是诗意浪漫主义元素。
电视剧最大的特征是意识流电视语言的大量使用。
该剧在江西省、湖北省黄冈市、红安县取等地景。

## 媒体舆论
《新京报》专文“《圣天门口》文学色彩十足”，评析了各人物所代表的人物群体以及电视剧的文化意义和历史意义。

## 奖项
《圣天门口》在2012年国剧盛典中获2012年度最具质量电视剧。
第29届中国电视剧飞天奖长篇电视剧三等奖。

## 作品的變遷
| 中国大陆 安徽卫视 海豚第一剧场 19:31-21:26 | 中国大陆 安徽卫视 海豚第一剧场 19:31-21:26 | 中国大陆 安徽卫视 海豚第一剧场 19:31-21:26 |
| ------------------------------------------ | ------------------------------------------ | ------------------------------------------ |
|                                            | 圣天门口 （2012.10.22-2012.11.09）         |                                            |
| 大男当婚 （2012.10.07-2012.10.21）         | 永远的忠诚 （2012.11.09-2012.11.14）       |                                            |